# Fyshwick
 (février 2023).
Si vous disposez d'ouvrages ou d'articles de référence ou si vous connaissez des sites web de qualité traitant du thème abordé ici, merci de compléter l'article en donnant les références utiles à sa vérifiabilité et en les liant à la section « Notes et références ».
Fyshwick (code postal: ACT 2609) est un quartier de l'arrondissement de Canberra Sud, à Canberra la capitale fédérale de l'Australie. Il a la particularité d'être coupé en deux par la seule ligne de chemin de fer de la ville. Il doit son nom à Sir Philip Fysh, un homme politique tasmanien qui fut un des artisans de la fédération australienne.

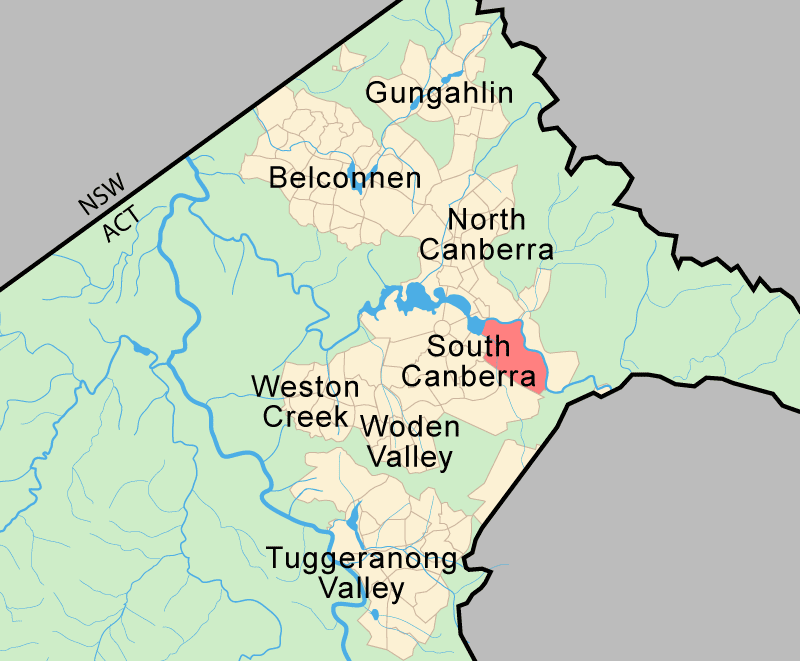
Fyshwick (en rose) sur la carte de Canberra.

Les rues du quartier portent des noms de villes ou de régions industrielles d'Australie comme Isa Street pour la ville de Mount Isa, Townsville Street pour la ville de Townsville.
C'est une zone d'industrie légère et accessoirement de prostitution.